# Universiteit Messina
De Universiteit Messina, in het Italiaans Università degli Studi di Messina, is een universiteit in de Siciliaanse havenstad Messina, in Italië.

## Historiek
In het jaar 1548 gaf paus Paulus III de toestemming aan de jezuïeten in Messina een studium generale of universiteit op te richten. Paulus III deed dit met de bul Copiosus in misericordia Dominus. De komst van een jezuïetenuniversiteit kende weerstand in de stadstaat Messina, die een autonomie kende ten opzichte van de rest van het Spaanse koninkrijk Sicilië. Het stadsbestuur, senaat genaamd, wenste immers zeggenschap in het universiteitsbestuur. Pas in 1591 kwam het tot een vergelijk tussen de jezuïeten en het stadsbestuur. Het stadsbestuur kwam met geld over de brug om alle studierichtingen aan te bieden. 
Ook de weerstand vanuit de universiteit van Catania kon getemperd worden. De naam van de universiteit van Catania bleef, in het Latijn, Siciliae Studium Generale; met andere woorden de Siciliaanse universiteit bij uitstek. Voor de universiteit van Messina was de naam Studiorum Universitas Messanae.
In de statuten van 1597 werd de invloed van de jezuïetenorde teruggedrongen, ondanks het feit dat de stichtingsbul van paus Paulus III geldig bleef: het bleef gaan om een jezuïetenuniversiteit.
Tot 1641 fungeerde de aartsbisschop van Messina als kanselier van de universiteit. Na 1641 benoemde de senaat rechtstreeks de kanselier. 
Na de Anti-Spaanse opstand (1674-1678) kwamen de Spanjaarden terug aan de macht in Messina. Ze schaften zowel de senaat als de universiteit af. Messina was herleid tot een ondergeschikte en door militairen bestuurde stad op Spaans-Sicilië.
Koning Ferdinand II der Beide Siciliën stichtte in 1838 de universiteit van Messina opnieuw. Met het oproer tegen het Bourbonregime werd de universiteit gesloten (1847), wat zo bleef tijdens de afscheuring van Sicilië van de Beide Siciliën. In 1849 mocht de universiteit terug openen doch met een restrictie op het aantal studenten komende uit Calabrië of uit Siciliaanse provincies andere dan Messina. Het aantal studenten schommelde rond de 700 voor de rest van de 19e eeuw.
Na de eenmaking van Italië werd de universiteit gedegradeed tot een lyceum van 2e klasse (1862). Onder druk van de Kamer van Koophandel en de stad Messina werd de universiteit er toch een van 1e klasse (1885). 
Met de aardbeving van 1908 betaalde de universiteit een hoge tol: 14 van de 49 professoren werden dood teruggevonden onder het puin. De infrastructuur was vernield zodat de universiteit moest sluiten. In 1909 werd ze heropend met een enkele faculteit: deze van de rechtsgeleerdheid; in de jaren nadien kwam er telkens een nieuwe faculteit bij. In 1920 werd voor het eerst het aantal van 1.000 studenten behaald. Wanneer de fascisten aan de macht komen, planden ze de fusie van de universiteiten van Catania en Messina. De rectoren van de beide universiteiten verhinderden dat (1922).

## Afdelingen

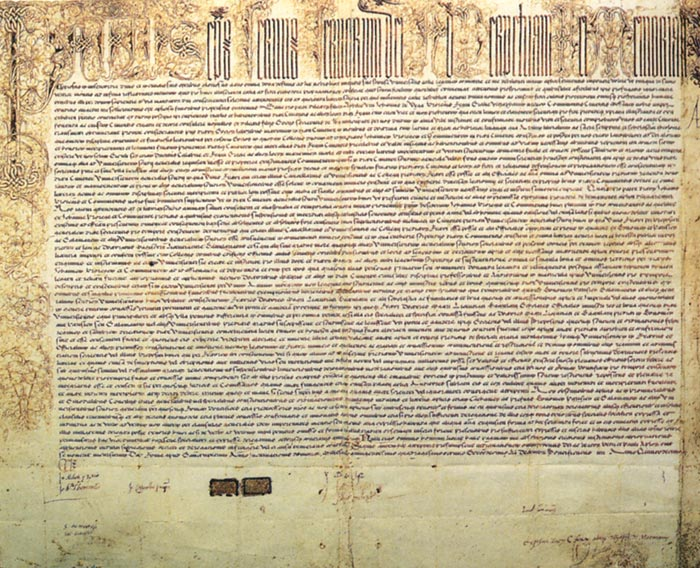
Bul van Paulus III getiteld Copiosus in misericordia Dominus (1548)

Door de hervorming (2008-2011) van Mariastella Gelmini, minister van Onderwijs, werden de faculteiten afgeschaft. In de plaats kwamen afdelingen of in het Italiaans dipartimenti. Aldus kent de universiteitsstructuur de volgende twaalf afdelingen:
- Dipartimento di Civiltà antiche e moderne
- Dipartimento di Economia
- Dipartimento di Giurisprudenza
- Dipartimento di Ingegneria
- Dipartimento di Medicina clinica e sperimentale
- Dipartimento di Patologia umana dell'adulto e dell'età evolutiva "Gaetano Barresi”
- Dipartimento di Scienze biomediche, odontoiatriche e delle immagini morfologiche e funzionali
- Dipartimento di Scienze chimiche, biologiche, farmaceutiche ed ambientali
- Dipartimento di Scienze cognitive, psicologiche, pedagogiche e degli studi culturali
- Dipartimento di Scienze matematiche e informatiche, scienze fisiche e scienze della Terra
- Dipartimento di Scienze politiche e giuridiche
- Dipartimento di Scienze veterinarie

Daarnaast kent de universiteit een twintigtal centra, zoals bijvoorbeeld Centro Europeo di Studi su Mito e Simbolo, Centro Universitario di studi di Bioetica of Centro Internatiozionale di Studi sulle Arti Performative.

## Enkele hoogleraren
- Salvatore Barberi (20e eeuw), kindergeneeskunde
- Girolamo Bellavista (20e eeuw), strafrecht
- Pietro Castelli (17e eeuw), geneeskunde en botanica
- Orso Mario Corbino (20e eeuw), natuurkunde
- Gino Fano (20e eeuw), wiskunde
- Bruno Foà (20e eeuw), economische politiek en statistiek
- Giovanni Leone (20e eeuw), strafrecht
- Marcello Malpighi (17e eeuw), geneeskunde en biologie
- Francesco Maurolico (16e eeuw), wiskunde
- Ilja Iljitsj Metsjnikov (19e eeuw), microbiologie
- Giuseppe Natoli (19e eeuw), burgerlijk recht
- Calogero Angelo Sacheli (20e eeuw), pedagogiek
- Pasquale Sfameni (20e eeuw), verloskunde-gynaecologie
- Enrico Paresce (20e eeuw), rechtsfilosofie
- Niccolò Rodolico (20e eeuw), moderne geschiedenis